# 黒沼弘己
黒沼 弘己（くろぬま ひろみ、1956年3月7日 - ）は、日本の俳優。北海道出身。富士企画所属。身長176cm、体重67kg。血液型はO型。旧芸名は黒沼 弘巳（本名同じ）

## 来歴
状況劇場を経て、1987年の新宿梁山泊の旗揚げ公演に参加。以降海外公演も含めた多数の作品に出演し、1997年に退団。退団後も舞台活動を中心に幅広く活躍し、時代劇への出演も多数。

## 出演

### テレビドラマ
NHK
- 大河ドラマ
  - 武蔵 MUSASHI（2003年） - 後藤庄造
  - 龍馬伝（2010年） - 平井伝八
- 金曜時代劇
  - 茂七の事件簿 ふしぎ草紙（2001年） - 伊勢屋
  - 逃亡（2002年）
  - 最後の忠臣蔵（2004年） - 佐伯信吾
- 木曜時代劇
  - 柳生十兵衛七番勝負 島原の乱（2006年） - 佐高掃部
  - 風の果て（2007年） - 牧原喜左衛門
- 玩具の神様（1999年）
- ザ・ドリームサーフィン（2000年） - 恐怖の医者
- トトの世界〜最後の野生児〜（2001年） - 泉元彦
- NHK正月時代劇「またも辞めたか亭主殿〜幕末の名奉行・小栗上野介〜」（2003年） - 板倉勝静
- シェエラザード〜海底に眠る永遠の愛〜（2004年）
- トップセールス（2008年） - SuBの客

日本テレビ
- 永遠の仔（2000年） - 有沢修三
- 未来創造堂（2006年）

TBS
- 月曜ドラマスペシャル
  - 弁護士芸者のお座敷事件簿5「信州上山田温泉連続殺人事件」（2000年）
  - 十津川警部シリーズ21「西伊豆・美しき殺意」（2001年） - 木下
  - カードGメン・小早川茜2「消せない過去」（2001年） - 北御門俊夫
- 月曜ミステリー劇場「被害者の妻〜夫は二度殺された」（2001年） - 滝沢
- 松本清張没後10年特別企画・死んだ馬 殺意の接点（2002年）
- ほーむめーかー（2004年） - マーク篠崎
- 月曜ゴールデン「検事 沢木正夫2 公訴取消し」（2006年） - 久能孝之
- 熱血ニセ家族（2007年） - 笠井良和

フジテレビ
- イヴ（1997年）
- ドラマスペシャルTEAM（2000年）
- 白と黒（2008年）

テレビ朝日
- 土曜ワイド劇場
  - 「検察事務官 小錦ヤエ子 母娘のきずな殺人事件」（1998年） - 品川刑事
  - 検事・朝日奈耀子4「医師＆検事…2つの顔を持つ女!」（2006年） - 秋山幸一 役
  - 遺品の声を聴く男（2009年） - 宮崎
- 相棒seasonII 1・2・21話（2003年-2004年） - 斉藤刑務官

テレビ東京
- 新春ワイド時代劇
  - 天下騒乱〜徳川三代の陰謀（2006年） - 湊江清左衛門
  - 寧々〜おんな太閤記（2009年） - 毛利輝元
- 女と愛とミステリー
  - 松本清張特別企画・ガラスの城（2001年） - 野村俊一
  - さすらい署長 風間昭平「みちのく北上川殺人事件」（2003年） - 上松政治
  - 小樽運河殺人案内「25時13分の首縊り」（2004年）
- 主水之助七番勝負〜徳川風雲録外伝〜（2008年） - 塚本
- 水曜シアター9「芸者小春姐さん奮闘記6 加賀vs江戸友禅殺人事件」（2009年） - 南条春信

WOWOW
- 天国のスープ（2008年）

### 映画
- 雨の轍（1993年、伊藤信幸監督） - 西村（主演）
- マークスの山（1995年、崔洋一監督）
- やわらかい肌（1998年、佐藤寿保監督） - 遠野賢一
- 白痴（1999年、手塚眞監督） - 軍の将校
- バレット・バレエ（2000年、塚本晋也監督）
- 弱虫（チンピラ）（2000年、望月六郎監督） - 津本
- ギプス（2001年、塩田明彦監督） - 菅沼
- 忘れられぬ人々（2001年、篠崎誠監督） - 小春を騙す男
- 突入せよ!あさま山荘事件（2002年、原田眞人監督） - 皆川次長
- 刑務所の中（2002年、崔洋一監督） - それじゃさま青島
- 最も危険な刑事まつり「アングラ刑事」（2004年、森達也監督）
- アンテナ（2004年、熊切和嘉監督） - 小倉
- 誰も知らない（2004年、是枝裕和監督）
- 日野日出志のザ・ホラー怪奇劇場『第二夜』爛れた家「蔵六の奇病」より（2004年、熊切和嘉監督） - 六太郎
- ガラスの使徒（2005年、金守珍監督） - 平手の取引先
- 初恋（2006年、塙幸成監督）
- 悪夢探偵（2007年、塚本晋也監督） - 大石の長男
- フリージア（2007年、熊切和嘉監督） - 軍人
- 青燕（日韓合作映画）（2007年、ユン・ジョンチャン監督） - 連隊長
- 海炭市叙景（2010年、熊切和嘉監督） - 副島
- 聯合艦隊司令長官 山本五十六（2011年、成島出監督）

### オリジナルビデオ
- ヤクザタクシー 893 TAX（1994年、黒沢清監督） - 加島甚五郎

### ナレーション
- エーゲ海・猫たち楽園の島々
- 地中海・猫の旅6500キロ
- 世界遺産の猫たち
- ハイビジョン特集 シリーズ 天涯の地に少年は育つ「イエメン 癒やしの蜜を集める」

### 舞台出演
- 新宿梁山泊公演
  - 人魚伝説
  - 少女都市からの呼び声
  - 唐版 風の又三郎
  - YEBI大王 他多数
- 天国の本屋（2001年）
- はれみ（2004年）
- 手紙（2008年）